# Добровольский, Владислав
Владислав Добровольский (пол. Władysław Dobrowolski, 2 января 1896 — 25 февраля 1969) — польский военный (майор пехоты), спортсмен (легкоатлет и фехтовальщик), спортивный функционер; призёр чемпионатов мира и Олимпийских игр. Отец киноактёра и режиссёра Ежи Добровольского.

## Биография
Родился в 1898 году в Бендзине (Российская империя). В молодости вступил в Союз стрелецкий и Польскую социалистическую партию. Во время Первой мировой войны воевал в составе Польских легионов.
После образования независимой Польши вступил в 1919 году в Войско Польское, участвовал в Советско-польской войне. В 1925 году окончил в Центральной высшей школе гимнастики и спорта офицерский курс физподготовки, в 1926 году — курс фехтования. В 1932—1939 годах вёл занятия по утренней гимнастике на Польском радио.
Как легкоатлет был 15-кратным рекордсменом Польши и 11-кратным чемпионом Польши в различных легкоатлетических дисциплинах. В 1924 году принял участие в соревнованиях по бегу на 100 м на Олимпийских играх в Париже, но наград не завоевал.
В возрасте 35 лет полностью сосредоточился на фехтовании. В 1932 году стал бронзовым призёром Олимпийских игр в Лос-Анджелесе в командном первенстве на саблях. В 1934 году завоевал бронзовую медаль Международного первенства по фехтованию в Варшаве (в 1937 году Международная федерация фехтования задним числом признала все прошедшие ранее Международные первенства по фехтованию чемпионатами мира). В 1936 году принял участие в Олимпийских играх в Берлине, но там польские саблисты стали лишь 4-ми в командном первенстве.
Во Второй мировой войне сражался с немцами, командуя 1-м батальоном 21-го пехотного полка, участвовал в обороне Варшавы; после капитуляции столицы попал в немецкий плен.
После войны занимался тренерской работой (в частности, его воспитанником является Витольд Войда). Автор многих спортивно-методических работ.